# Stephan von Breuning (libretist)
Stephan von Breuning (n. 17 august 1774, Bonn, Electoratul de Köln⁠(d) – d. 4 iunie 1827, Viena, Imperiul Austriac) a fost un funcționar și libretist german.

## Viața
Stephan von Breuning a fost fiul lui Emanuel Joseph von Breuning și al soției sale Helene von Breuning, născută von Keverich. În 1784 familia a făcut cunoștință cu Ludwig van Beethoven în casa lor din Münsterplatz în Bonn . În scurt timp Ludwig a devenit profesorul de pian al copiilor Breuning Eleonore și Lorenz. Prietenia lui Stephan cu Ludwig a durat întreaga lor viață.
În 1801, Breuning s-a mutat la Viena, unde, patru ani mai târziu a avut premiera Fidelio-ul lui Beethoven. Pe lângă Joseph Sonnleithner și Georg Friedrich Treitschke, Breuning a contribuit, de asemenea, la libretul acestei opere. În 1806 Beethoven i-a dedicat prietenului său Concertul pentru vioară op.61. După moartea lui Beethoven în martie 1827, Breuning s-a ocupat de moștenirea lăsată de acesta, însă el însuși a murit la scurt interval de timp. Planul lui Stephan von Breuning de a publica o biografie a lui Beethoven, împreună cu  Franz Gerhard Wegeler, prietenul din tinerețe al lui Beethoven, și cu Anton Schindler, nu a mai putut fi realizat.

## Familia
Breuning s-a căsătorit cu Julie von Vering (1791-1809), fiica medicului lui Beethoven, Gerhard von Vering (1755-1823), căreia Beethoven i-a dedicat versiunea pentru pian a Concertului pentru vioară în Re major, Op. 61 în aprilie 1808. După moartea ei prematură, Breuning a avut o relație cu Constanze Ruschowitz (n. 1785/86 în Freudenthal din Silezia austriacă; d. 5 octombrie 1856 la Viena), cu care s-a căsătorit în februarie 1817.  Din acestă căsătorie au rezultat trei copii:
- Gerhard von Breuning,
- Helena Juliana Philippina von Breuning (n. 17 august 1818),
- Mara Magdalena Barbara von Breuning (n. 2 aprilie 1821).[9]